# Intaglio

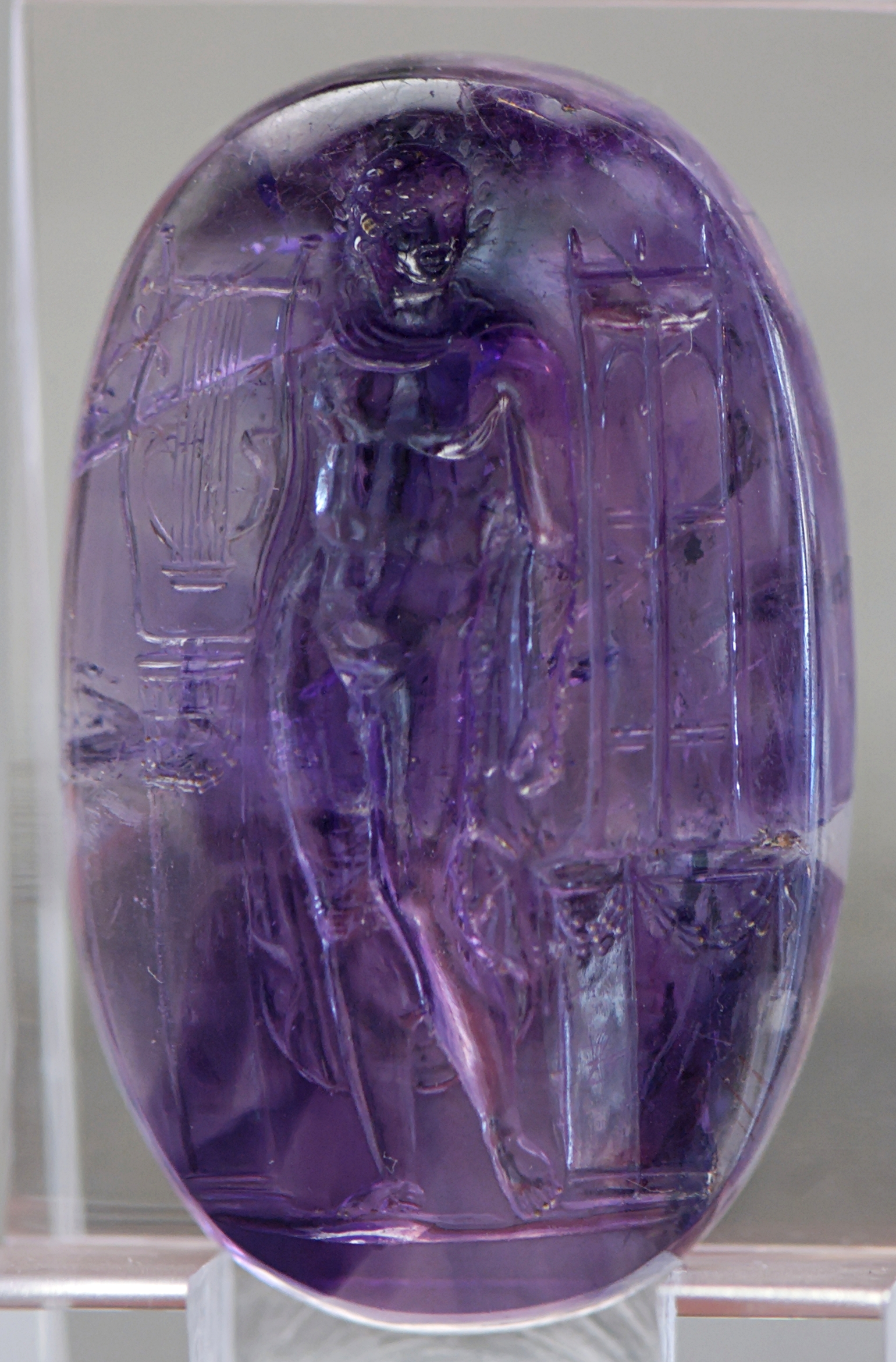
římské intaglio: císař Nero

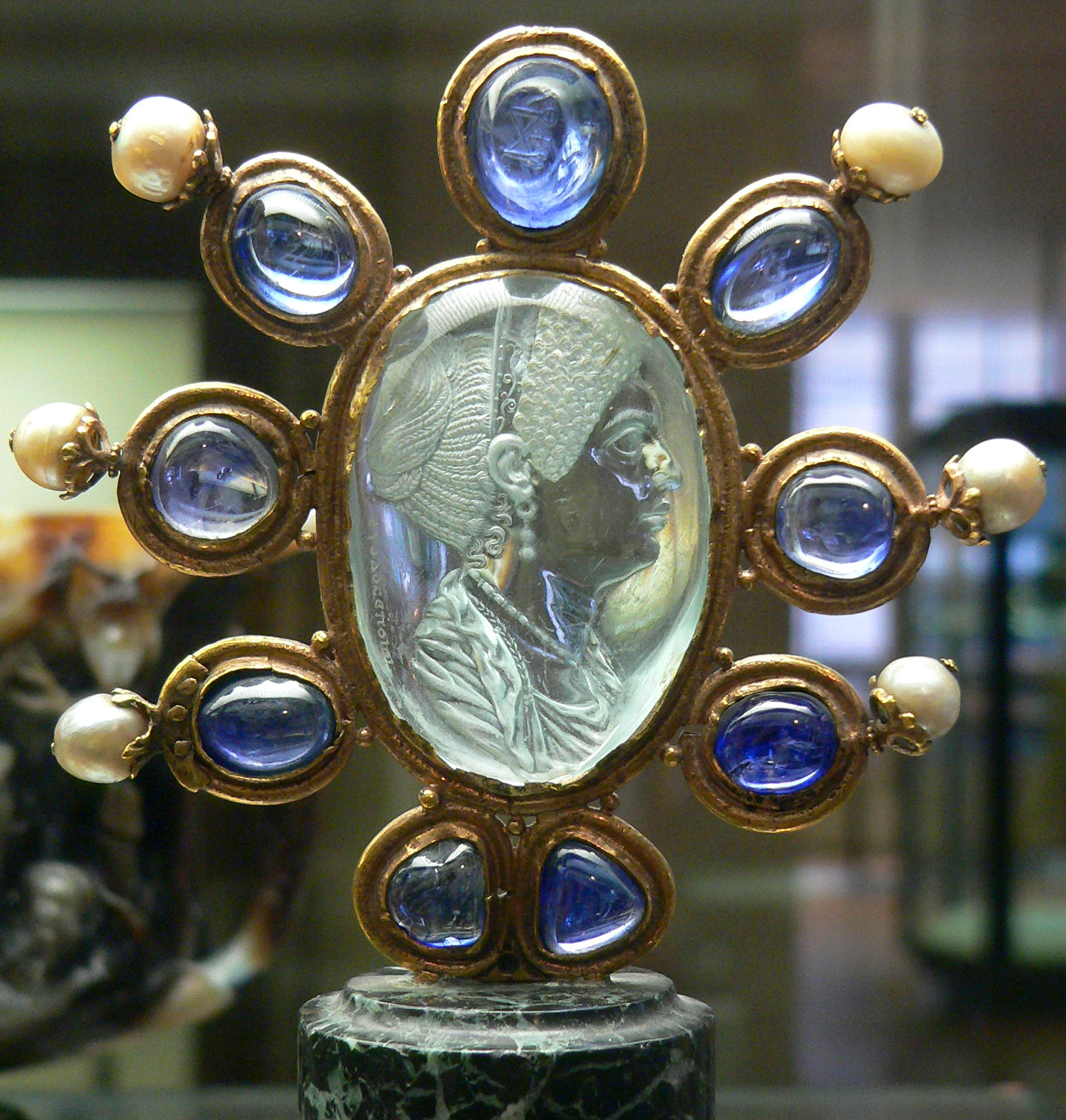
Císařovna Julia Augusta, křišťálová intaglie druhotně užitá na relikviáři se safírovými intagliemi, z opatství Saint Dennis, Paříž

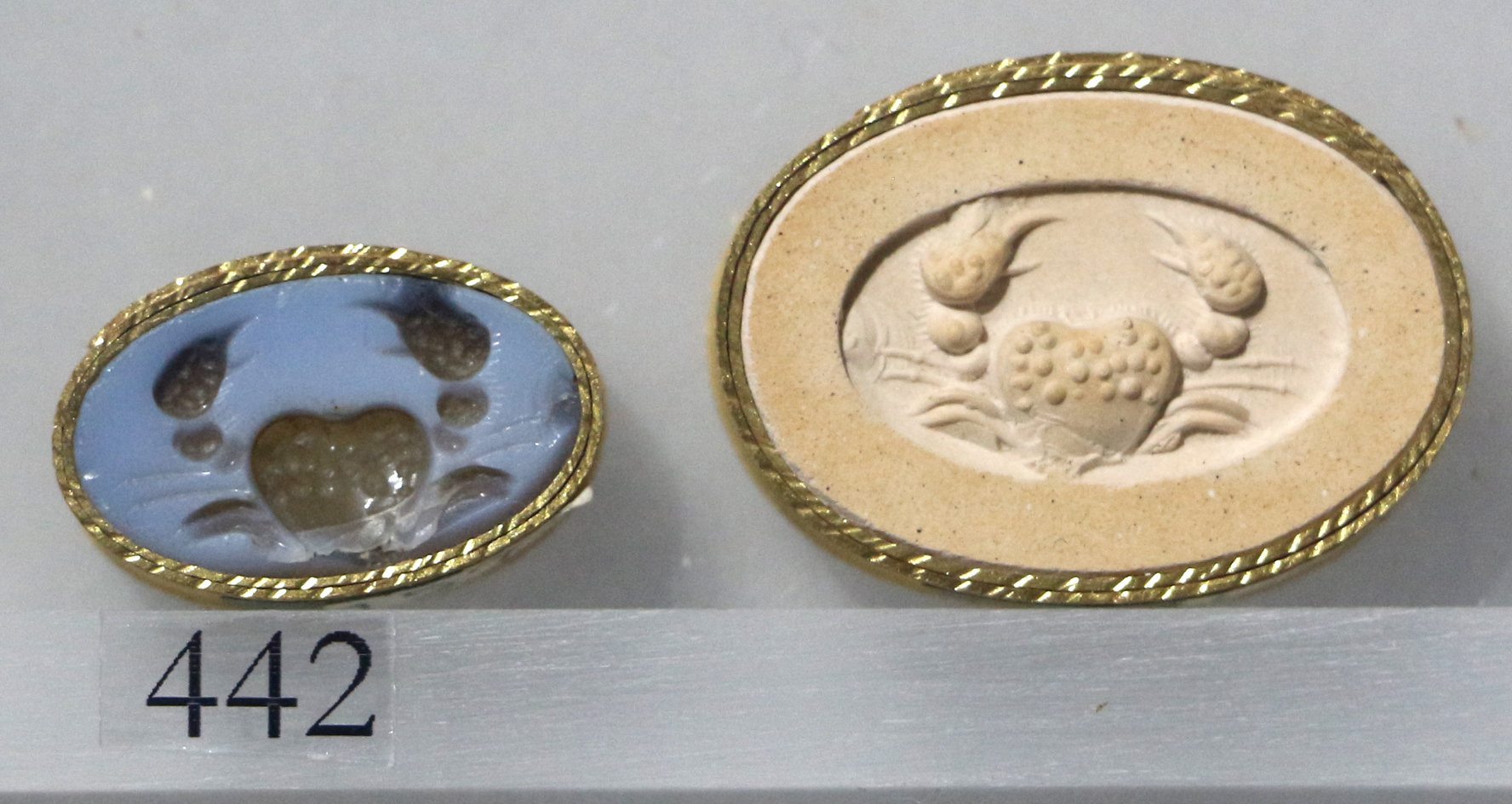
Krab, achátová intaglie a její sádrový odlitek, Řím 1.-3. století

Intaglio je drahý kámen, později sklo, se zahloubeným řezaným nebo rytým reliéfem, který se ve starých dobách (Mezopotámie, Indie, Asyrie, antické Řecko) užíval také jako pečetidlo. Při tvorbě intaglií ve skle je rytý reliéf určen pro pohled z opačné hladké strany.
V antice se k rytí a řezání drobných šperků a pečetidel používal křišťál a drahé poloprůhledné a barevné kameny jako achát, ametyst, karneol nebo drahokamová odrůda zirkonu hyacint. Drobné šperky s glyptickým řezaným či rytým plastickým zobrazením se obecně označují jako gemma (Gema). Gemma řezaná či rytá do hloubky je intaglio, gemma s vypouklým reliéfem se nazývá kamej. Námětem byly portréty a mytologické scény. Ve středověku byly antické gemmy předmětem sběratelského zájmu panovníků - např. Karla IV.
V německojazyčné literatuře se dříve označovala slovem intaglio také plně plastická dřevořezba (od „intagliatore“, it. řezbář), v současnosti se tento pojem užívá i pro plošný tisk z hloubky.
V grafice se jako intaglio označují souhrnně techniky tisku z hloubky (rytina, lept, suchá jehla, akvatinta, mezzotinta).
Jako tvůrce moderních intaglií ve skle se proslavil český sklářský výtvarník Jiří Harcuba.

## Materiály
Nejčastěji se používá průsvitný nebo průhledný nerost, většinou drahý kámen jako jsou odrůdy křemene: křišťál či záhněda, dále karneol, almandin, ametyst, safír, zelený olivín, vltavín či smaragd. Jindy je vyhledáván neprůsvitný tj. opakní drahokam více barevných vrstev, např. onyx, sardonyx, karneolachát, proužkový achát, zelený prasem s červenými tečkami, žíhaný jaspis, mramor či černý gagát.

## Tvary
Intaglie má nejčastěji podobu čočky, oválného medailónu nebo je to čtvercová či osmiboká destička. Slouží k vsazení do pečetidla nebo do pečetního prstenu, zvaného signet. Pro tento účel mívá někdy kromě obrazu také nápis, je-li psán po obvodu, nazývá se opis. Nápisem bývá označení pečeť (latinsky sigillum) a jméno majitele, případně emblém jeho profese nebo osobní či domovní značka (takzvaná merka), u šlechticů erb.